# You Were Never Lovelier
You Were Never Lovelier is een film uit 1942 onder regie van William A. Seiter. Dit is de tweede keer dat Astaire en Hayworth een danskoppel vormen in een film. De film werd mede door het succes van hun eerste film, You'll Never Get Rich, gemaakt. Scènes waarin Hayworth moest zingen, zong ze dit keer niet zelf. De film werd bij de Oscars van 1943 genomineerd voor drie Oscars.
Het is niet bekend of de film in Nederland ook uitgebracht werd in de cinema. Wel kreeg de film op 6 mei 2004 een dvd-uitgave.

## Verhaal
Maria is de tweede in rij van vier dochters in de rijke Argentijnse familie Acuña. De familie heeft de traditie dat de oudste dochter als eerste moet trouwen, voordat de jongere zussen mogen trouwen. Nadat de oudste getrouwd is, leggen de twee jongste zussen nu de druk op Maria, die nu zal moeten trouwen voordat zij dat mogen. De twee jongste zussen doen daar zelfs alles aan, want zij hebben inmiddels zelf hun verloofdes al gevonden. Maria stelt hen echter teleur als het haar maar niet lukt een lieveling voor zichzelf te zoeken. Eduardo Acuña, die denkt dat er "tegenwoordig" geen romantiek meer is, stuurt anoniem bloemen naar Maria zodat zij verliefd wordt. Terwijl hij nu de geschikte man zoekt voor zijn dochter, wordt Maria verliefd op Robert Davis. Dit stelt haar vader echter niet op prijs...

## Rolverdeling
| Acteur         | Personage          |
| -------------- | ------------------ |
| Fred Astaire   | Robert 'Bob' Davis |
| Rita Hayworth  | Maria Acuña        |
| Adolphe Menjou | Eduardo Acuña      |
| Isobel Elsom   | Mrs. Maria Castro  |
| Leslie Brooks  | Cecy Acuña         |
| Adele Mara     | Lita Acuña         |

## Zang en dans
- Chiu Chiu: Een nummer waarbij in de stijl van de samba wordt opgetreden door de band van Xavier Cugat.
- Dearly Beloved: Een ballad die in de smaak viel bij Astaire en de Academy Awards. Nadat Astaire in dit nummer zingt, volgt Hayworth met een korte, maar erotische dans in haar slaapkamer.
- Audition Dance: Astaire's eerste solo in de tijd van de Latijnse dans.
- I’m Old Fashioned: Een melodie van Jerome Kern.
- The Shorty George: Een nummer waarin Astaire en Hayworth tapdansen.
- Wedding In The Spring: Een kort nummer waarbij werd opgetreden door Cugat's band.
- You Were Never Lovelier: Opnieuw een melodie van Kern waarin Astaire en Hayworth zingen en op het einde een geprezen dans uitvoeren.
- These Orchids: Een melodie van Kern waarbij werd opgetreden door Cugat's band, waarin Hayworth bij haar raam zit.